# Dinoco

Logo de Dinoco dans Cars.

Dinoco est une entreprise de fiction présente dans certains films des studios Pixar. Apparaissant pour la première fois dans Toy Story en tant que station-service, elle reviendra dans Cars et Cars 3. Dinoco peut être considérée comme un easter egg de la part des créateurs de Pixar par le fait qu'elle apparait dans les films de différentes franchises. Le logo de la société est un dinosaure, très similaire à celui de la compagnie Sinclair Oil, réelle cette fois-ci.

## Apparitions
- Dans Toy Story, c'est une station-service que l'on peut voir quand Woody et Buzz se battent, après être tombés de la voiture de la famille d'Andy[1].
- Dans Cars, c'est la compagnie et le sponsor de Strip Weathers, dit le King.
- La marque Dinoco fait aussi une brève apparition dans WALL-E[2].
- Dans les publicités de Disneyland Paris pour l'année de  la Nouvelle Génération, où les personnages essentiellement Pixar ou incarnant un renouveau comme Tiana et Stitch sont parachutés sur le parc Disneyland à partir d'un hélicoptère arborant le logo Dinoco[3]. Cette apparition est due au fait que ce sont les animateurs de Pixar qui ont réalisé les personnages Pixar comme l'ont fait les animateurs de Walt Disney Pictures pour les personnages Disney dans cette publicité[4].
- Dans la file d'attente de l'attraction RC Racer, une station-service Dinoco est présente.